# La Fortaleza
La Fortaleza este o arie protejată (arie specială de conservare — SAC, sit de importanță comunitară — SCI) din Spania întinsă pe o suprafață de 53,1 ha, integral pe uscat.

## Localizare
Centrul sitului La Fortaleza este situat la coordonatele 28°05′59″N 17°16′31″W / 28.0996°N 17.2754°V.

## Înființare
Situl La Fortaleza a fost declarat sit de importanță comunitară în octombrie 1999 pentru a proteja . Situl a fost protejat și ca arie specială de conservare în ianuarie 2010.

## Biodiversitate
Situată în ecoregiunea , aria protejată conține 2 habitate naturale: Plantații de palmieri Phoenix, Pante stâncoase silicioase cu vegetație casmofită.
La baza desemnării sitului se află un număr nedeclarat de specii protejate: